# Ballabgarh
Ballabhgarh és una vila del districte de Faridabad a Haryana, Índia. Sota els britànics fou capital d'un tahsil del districte de Delhi. Està situada a 28° 20′ N, 77° 20′ E / 28.333°N,77.333°E a uns 40 km al sud de Delhi. La població el 1901 era de 4.506 habitants.
La zona era possessió dels Taga bramans fins que va passar a una dinastia de rages jats originaris de la vila de Janauli: El tevàtia jat Sardar Gopal Singh va deixar Janauli el 1705 i es va establir a Sihi prop de Ballabgarh (a uns 5 km); en aquell temps va morir Aurangzeb i Gopal va provar d'establir-se a Delhi i Mathura amb ajut dels gujjars de Lagon; va atacar el rajput Chaudhary, senyor de la zona i va fer un tractat amb el general mogol Murtija Khan de Faridabad i va esdevenir chaudhary de la pargana de Faridabad el 1710. Va morir poc temps després i el va succeir Charan Das que va deixar de pagar el tribut o malgujari i fou capturat per l'exèrcit imperial. El seu fill Balram Singh (anomenat popularment Ballu Singh), va adquirir un gran poder coincidint amb l'enfonsament mogol i va expulsar al Taga bramans (o va comprar el territori). Va fundar una fortalesa el 1739 que va anomenar Ballabgarh o Balramgarh, i que va donar nom al seu estat. Era cunyat de Maharaja Suraj Mal de Bharatpur i també estava relacionat amb Jawahar Singh (successor de Suraj Mal el 1763). Els jats estaven llavors en revolta a la zona entre Delhi i Agra i els tevàties jats de la zona hi donaven un virtual suport i Ballu Singh, amb elefants, camells, cavalls i un petit exèrcit va avançar per la regió; els jats rebels en veure el seu exèrcit el van suposar vencedor i fou reconegut com a sobirà; la pau es va restablir a la zona.
Ballu fou assassinat per Akvitmahmud, fill de Murtija Khan, el 29 de novembre de 1753. Llavors Suraj Mal va nomenar als fills Bisan Singh i Kisan Singh com a kiledars. Van governar fins al 1774 quan va pujar al poder Hira Singh; el 1775 la sobirania mogol es va esvair i governava el raja Ajit Singh descendent del fundador de Ballabgarh; el fill d'Ajit Singh, anomenat Bahadur Singh, fou reconegut raja de Ballabgarh pels britànics (Lord Lake) i va construir la ciutat adquirint el 1805 la vila de Pali Pakal de manera vitalicia a canvi dels serveis de policia a Delhi i la ruta de Palwal que després va romandre en mans del seu successor fins al 1827 quan els britànics van assolir les funcions policials. Raja Nahar Singh va pujar al tron el 1823 (1829 segons algunes fonts) i fou un governant just, amb poder sobre 101 pobles de l'entorn de Ballabhgarh. Va participar en la rebel·lió de 1857 i fou capturat i executat pels britànics el 21 d'abril de 1858 i l'estat fou confiscat. La municipalitat es va crear el 1867.